# セフロキシム・アキセチル
セフロキシム・アキセチルは、第2世代セファロスポリン系の経口抗生物質である。グラクソ（現 グラクソ・スミスクライン）により発見され、1987年にZinnatの名称で発売された。